# Casier
Casier település Olaszországban, Veneto régióban, Treviso megyében. Lakosainak száma 11 416 fő (2023. január 1.). Casier Casale sul Sile, Preganziol, Silea és Treviso községekkel határos.

## Népesség
A település népességének változása:
| Lakosok száma | 11 318 | 11 412 | 11 416 |
|               | 2017   | 2018   | 2023   |